# Dalva
Pour plus de détails, voir Fiche technique et Distribution.
Dalva est un film franco-belge réalisé par Emmanuelle Nicot, sorti en 2022.
Il s'agit du premier long métrage de la réalisatrice française.
Il est présenté en compétition pour la Caméra d'or à la Semaine de la critique au Festival de Cannes 2022 et remporte le prix FIPRESCI de la Semaine de la critique et le prix Rails d'or.

## Synopsis
Dalva a l'air d'une femme, et, pourtant, elle n'a que 12 ans. Elle est sous l'emprise incestueuse de son père, dont elle se croit amoureuse. Elle est brusquement retirée de ce père en pleine soirée. Elle plonge dans l'incompréhension totale et dans la révolte. Elle rencontre un éducateur et une adolescente au sale caractère, grâce à qui la page semble tournée du moment où elle commence à se construire comme une fille de son âge,,.

## Fiche technique
Sauf indication contraire, les informations mentionnées dans cette section peuvent être confirmées par les bases de données cinématographiques Allociné et Unifrance,  présentes dans la section « Liens externes ».
- Titre original : Dalva
- Titre de travail : L'Amour selon Dalva[4]
- Réalisation et scénario : Emmanuelle Nicot
- Musique : Frédéric Alvarez
- Décors : Catherine Cosme
- Costumes : Constance Allain et Catherine Cosme
- Photographie : Caroline Guimbal
- Son : Aline Gavroy, Valérie Ledocte et Fabrice Osinski
- Montage : Suzana Pedro
- Production : Julie Esparbes et Delphine Schmit
- Sociétés de production : Hélicotronc et Tripode Productions ; Arte France Cinéma
- Société de distribution : Diaphana
- Budget : 3 millions euros[5]
- Pays de production :  Belgique /  France
- Langue originale : français
- Format : couleur
- Genre : drame
- Durée : 83 minutes
- Dates de sortie :
  - France : 20 mai 2022 (Festival de Cannes) ; 22 mars 2023 (sortie nationale)
  - Belgique : 4 octobre 2022 (Festival international du film francophone de Namur)[6] ; 22 mars 2023 (sortie nationale)[7]

## Distribution
- Zelda Samson : Dalva[2]
- Alexis Manenti : Jayden, éducateur[2]
- Fanta Guirassy (créditée Fanta Guirassi) : Samia[2]
- Marie Denarnaud : Zora
- Jean-Louis Coulloc'h : Jacques[2]
- Maïa Sandoz : la psychologue
- Charlie Drach : Lucile[2]
- Roman Coustère-Hachez : Dimi
- Babetida Sadjo : la doctoresse
- Gilles David : le juge
- Abdelmounim Snoussi : Shérif
- Sandrine Blancke : la mère

## Production
Le tournage commence le 19 juillet 2021, principalement à Charleville-Mézières, à Reims et à Sedan (Ardennes, région Grand Est),,, ainsi qu'au Bois de la Houssière à Braine-le-Comte, à Bruxelles et à Braine-l'Alleud (Brabant wallon, Région wallonne) jusqu’au 24 septembre.
La musique du film est composée par Frédéric Alvarez, dont la bande originale est sortie le 15 mars 2023 chez B Original.

## Distinctions

### Récompenses
- Festival de Cannes 2022[13] :
  - prix FIPRESCI de la Semaine de la critique
  - Prix Rails d'or
  - Prix de la Révélation de la Semaine de la critique pour Zelda Samson[14],[15],[16]
- Festival international du film francophone de Namur 2022[17] :
  - Prix de la Découverte
  - Prix de la meilleure interprétation pour Fanta Guirassy
  - Prix du jury junior
- Festival international du film de São Paulo 2022 : prix de la meilleure actrice pour Zelda Samson
- Magritte 2024 :
  - Meilleur film
  - Meilleur premier film
  - Meilleure réalisation[18]
  - Meilleur scénario original ou adaptation
  - Meilleur espoir féminin pour Zelda Samson
  - Meilleure actrice dans un second rôle pour Sandrine Blancke
  - Meilleur son pour Fabrice Osinski, Valérie Le Docte, Aline Gavroy et Olivier Thys